# 橋田俊彦
橋田 俊彦（はしだ としひこ、1958年1月7日 - ）は、第25代気象庁長官である。日本気象学会副理事長。

## 来歴
高知県四万十市出身。
- 1976年（昭和51年）高知県立高知追手前高等学校卒業。
- 1980年（昭和55年）神戸大学理学部地球科学教室卒業。
- 1982年（昭和57年）神戸大学大学院理学研究科修士課程修了。
- 1985年（昭和60年）東京大学大学院理学系研究科博士課程修了、理学博士。博士論文「震度データからもとめた日本列島下の三次元減衰構造（英文）[3]」。
- 1987年（昭和62年）気象庁入庁。地震火山部勤務、観測部防災情報提供管室長、総務部国際室長、地球環境・海洋部地球環境業務課長、総務部企画課長。
- 2011年福岡管区気象台長。
- 2013年地震火山部長。
- 2014年予報部長。
- 2016年4月1日付で、前任の西出則武の後任として気象庁長官に就任[4][5]。
- 2019年4月1日（平成31年）定年退職[6]。後任は予報部長の関田康雄[7]。
- 2019年7月1日（平成31年）クロスイメージング株式会社アドバイザー[8]。